# Граф де Андраде
Граф де Андраде — испанский дворянский титул. Он был создан 1 мая 1543 года королем Испании Карлосом I для Фернандо де Андраде дас Мариньяс, 1-го графа де Вильяльба (1477—1542).

## Графы де Андраде
- Фернандо де Андраде дас Мариньяс[исп.] (1477—1542), 1-й граф де Андраде. Сын Диего де Андараде, 1-го графа де Вильяльба, и Терезы де Аро, сеньоры де лас Мариньяс.

1. Супруга — Франсиска де Ульоа-и-Суньига, 2-я графиня де Монтеррей (ум. 1526). Ему наследовала их дочь:

- Тереса де Андраде-и-Ульоа (ум. 1528), 2-я графиня де Андраде и 3-я графиня де Вильяльба.

1. Супруг с 1523 года — Фернандо Руис де Кастро-и-Португаль[исп.] (1505—1575), 4-й граф де Лемос и 1-й маркиз де Саррия.

- Педро Фернандес де Кастро-и-Португаль[исп.] (1524—1590), 3-й граф де Андраде, 5-й граф де Лемос, 4-й граф де Вильяльба и 2-й маркиз де Саррия.

1. Супруга (с 1543 года): Леонор де ла Куэва (ум. 1552), дочь Бельтрана II де ла Куэва-и-Толедо, 3-го герцога Альбуркерке, и Исабель Тельес-Хирон
2. Супруга (с 1555 года): Тереза де ла Куэва-и-Бобадилья, дочь Педро Фернандеса де Кабреры-и-Бобадильи (ум. 1575), и Менсии де Мендосы-и-де ла Серды. Ему наследовал его сын от 1-го брака:

- Фернандо Руис де Кастро-и-Португаль[исп.] (1548—1601), 4-й граф де Андраде, 6-й граф де Лемос, 4-й граф де Вильяльба и 3-й маркиз де Саррия.

1. Супруга (с 1574 года): Каталина де Суньига-и-Сандоваль (ум. 1628). Ему наследовал их сын:

- Педро Фернандес де Кастро-и-Андраде (1576—1622), 5-й граф де Андраде, 7-й граф де Лемос, 5-й граф де Вильяльба и 4-й маркиз де Саррия.

1. Супруга (с 1598 года): Каталина де ла Серда-и-Сандоваль (ум. 1642). Ему наследовал его младший брат:

- Франсиско де Кастро (1579—1637), 6-й граф де Андраде, 8-й граф де Лемос, 6-й граф де Вильяльба и 5-й маркиз де Саррия.

1. Супруга — Лукреция Леньяно де Каттинара, дочь Алессандро Гаттинара ди Линьяна и Виттории Караччиоло. Ему наследовал их сын:

- Франсиско де Кастро-и-Португаль (1613—1662), 7-й граф де Андраде, 9-й граф де Лемос, 7-й граф де Вильяльба и 6-й маркиз де Саррия, вице-король Арагона.

1. Супруга (с 1629 года): Антония Тельес-Хирон (ум. 1648), дочь Педро Тельес-Хирона-и-Веласко, 3-го герцога де Осуна, и Каталины Энрикес де Риберы-и-Кортес Суньиги. Ему наследовал их сын:

- Педро Антонио Фернандес де Кастро (1632—1672), 8-й граф де Андраде, 10-й граф де Лемос, 8-й граф де Вильяльба и 7-й маркиз де Саррия, вице-король Перу

1. Супруга (с 1664 год): Анна Франсиска де Борха Сентельес (ум. 1706). Ему наследовал его сын:

- Гинес Фернандо Руис де Кастро-и-Португаль (1666—1741), 9-й граф де Андраде, 11-й граф де Лемос, 9-й граф де Вильяльба и 8-й маркиз де Саррия, вице-король Сардинии.

1. Супруга (с 1687 года): Каталина Мариаде Сильва Аро-и-Мендоса (ум. 1727)
2. Супруга (с 1727 года): Марианна де ла Пьедад Осорио-и-Гусман (ум. 1732)
3. Супруга — Мария Хосефа де Суньига-и-Сотомайор. Ему наследовала его племянница:

- Роза Мария де Кастро-и-Сентурион (ум. 1772), 10-я графиня де Андраде, 12-я графиня де Лемос, 10-я графиня де Вильяльба и 9-я маркиза де Саррия.

1. Супруг — Педро де Монкада де ла Серда
2. Супруг — Гильен Рамон де Монкада, маркиз де Саррия. Ей наследовал её племянник:

- Хоакин Лопес де Суньига-и-Кастро (1715—1777), 11-й граф де Андраде, 12-й герцог де Бехар, 13-й граф де Лемос, 11-й граф де Вильяльба и 10-й маркиз де Саррия. Сын Хуана Мануэля Диего Лопеса де Суньиги Сотомайора-и-Кастро, 11-го герцога де Бехара (1680—1747), и Рафаэлы Луизы де Кастро-и-Сентурион. Ему наследовал его двоюродный брат:

- Хакобо Фитц-Джеймс Стюарт-и-Колон де Португаль (1718—1785), 12-й граф де Андраде, 3-й герцог де Бервик, 14-й граф де Лемос, 12-й граф де Вильяльба и 11-й маркиз де Саррия. Сын Хакобо Фитц-Джеймса Стюарта-и-Бурга, 2-го герцога де Лирия-и-Херика и 2-го герцога де Бервика, и Каталины Вентуры Колон де Португаль.

1. Супруга (с 1738 года): Мария Тереза де Сильва-и-Альварес де Толедо (1716—1790), дочь Мануэля Марии де Сильвы-и-Мендосы, 10-го графа де Гальве (1677—1728), и Марии Терезы Альварес де Толедо-и-Аро, 11-й герцогини де Альба (1691—1755). Ему наследовал его сын:

- Карлос Бернардо Фитц-Джеймс Стюарт-и-Сильва (1752—1787), 13-й граф де Андраде, 4-й герцог де Бервик, 15-й граф де Лемос, 13-й граф де Вильяльба и 12-й маркиз де Саррия.

1. Супруга (с 1771 года): принцесса Каролина де Штольберг-Гедерн (1755—1828), дочь Густава Адольфа цу Штольберга-Гедерна и Елизаветы Филиппины Клавдии фон Горн. Ему наследовал его единственный сын:

- Хакобо Фитц-Джеймс Стюарт цу Штольберг-Гедерн[исп.] (1773—1794), 14-й граф де Андраде, 5-й герцог де Бервик, 16-й граф де Лемос, 14-й граф де Вильяльба и 13-й маркиз де Саррия.

1. Супруга (с 1790 года): Мария Тереза де Сильва-и-Фернандес де Ихар-и-Палафокс (1772—1818), дочь Педро де Алькантары де Сильвы-Фернандес де Ихара, 9-го герцога де Ихара (1741—1808), и Рафаэлы де Палафокс-и-Крой д’Авре. Ему наследовал их старший сын:

- Хакобо Фитц-Джеймс Стюарт-и-Штольберг[исп.] (1792—1795), 14-й граф де Андраде, 6-й герцог де Бервик, 17-й граф де Лемос, 15-й граф де Вильяльба и 14-й маркиз де Саррия. Ему наследовал его младший брат:

- Карлос Мигель Фитц-Джеймс Стюарт-и-Сильва (1794—1835), 16-й граф де Андраде, 14-й герцог де Альба, 18-й граф де Лемос, 16-й граф де Вильяльба и 15-й маркиз де Саррия.

1. Супруга (с 1819 года): Розалия Вентимилья ди Граммонте-и-Монкада (1798—1868), дочь Луиджи ди Вентимилья, 2-го принца ди Граммонте, и Элеоноры ди Монкада. Ему наследовал его старший сын:

- Хакобо Фитц-Джеймс Стюарт-и-Вентимилья (1821—1881), 17-й граф де Андраде, 15-й герцог де Альба, 19-й граф де Лемос, 17-й граф де Вильяльба и 16-й маркиз де Саррия.

1. Супруга (с 1848 года): Мария Франсиска Палафокс Портокарреро-и-Киркпатрик (1825—1860), 12-я герцогиня де Пеньяранда, дочь Киприано Палафокса-и-Портокарреро (1784—1839), графа де Теба и де Монтихо, и Марии Монуэлы Киркпатрик (1794—1879). Ему наследовал его единственный сын:

- Карлос Мария Фитц-Джеймс Стюарт-и-Портокарреро (1849—1901), 18-й граф де Андраде, 16-й герцог де Альба, 20-й граф де Лемос, 18-й граф де Вильяльба и 17-й маркиз де Саррия.

1. Супруга (с 1877 года): Мария дель Росарио Фалько-и-Осорио (1854—1904), 22-я графиня де Сируэла, дочь Мануэля Паскуаля Луиса Карлоса Феликса Фортунато Фалько, 14-го маркиза Алмоназира, и Марии дель Пилар, 3-й герцогине Фернан Нуньес. Ему наследовал его старший сын:

- Хакобо Фитц-Джеймс Стюарт-и-Фалько (1878—1953), 19-й граф де Андраде, 17-й герцог де Альба, 21-й граф де Лемос, 19-й граф де Вильяльба и 18-й маркиз де Саррия.

1. Супруга (с 1920 года): Мария дель Росарио де Сильва-и-Гуртубай (1900—1934), дочь Альфонсо де Сильва-и-Фернандеса де Кордобы (1877—1955), 16-го герцога Альяга, и Марии дель Росарио Гуртубай (1879—1948)

- Мария дель Росарио Каэтана Фитц-Джеймс Стюарт-и-Сильва (1926—2014), 20-я графиня де Андраде, 18-я герцогиня де Альба, 22-я графиня де Лемос, 20-я графиня де Вильяльба и 19-я маркиза де Саррия.

1. Супруг — Луис Мартинес де Ирухо-и-Артаскос (1919—1972).
2. Супруг — Хесус Агирре-и-Ортис де Сапате (1934—2001)
3. Супруг — Альфонсо Диес Карабантес (род. 1950). Ей наследовал её второй сын от первого брака:

- Карлос Фитц-Джеймс Стюарт-и-Мартинес де Ирухо (род. 1948), 21-й граф де Андраде, 19-й герцог де Альба, 23-й граф де Лемос и 21-й граф де Вильяльба.

1. Супруга (с 1988 года): Матильда де Солис-Бомон-и-Мартинес-Кампос (род. 1963), дочь Фернандо де Солиса-Бомона, 10-го маркиза де Мотилла, и Исабель Мартинес-Кампос.